# 틸로사우루스
틸로사우루스(라틴어: Tylosaurus)는 8500만~7800만 년 전 백악기에 서식한 해양 파충류이다. 이름은 '부푼 혹 도마뱀'이라는 뜻이다. 모식종의 몸길이는 13m에 몸무게는 6.7t 정도로 추정된다. 해양생물 뿐 아니라 조류까지 잡아먹은 흔적이 남아있다. 두개골 위쪽에 콧구멍이 있어 머리를 내밀지 않고 숨쉬는 것이 가능했다.